# Зосереджений вогонь (артилерія)

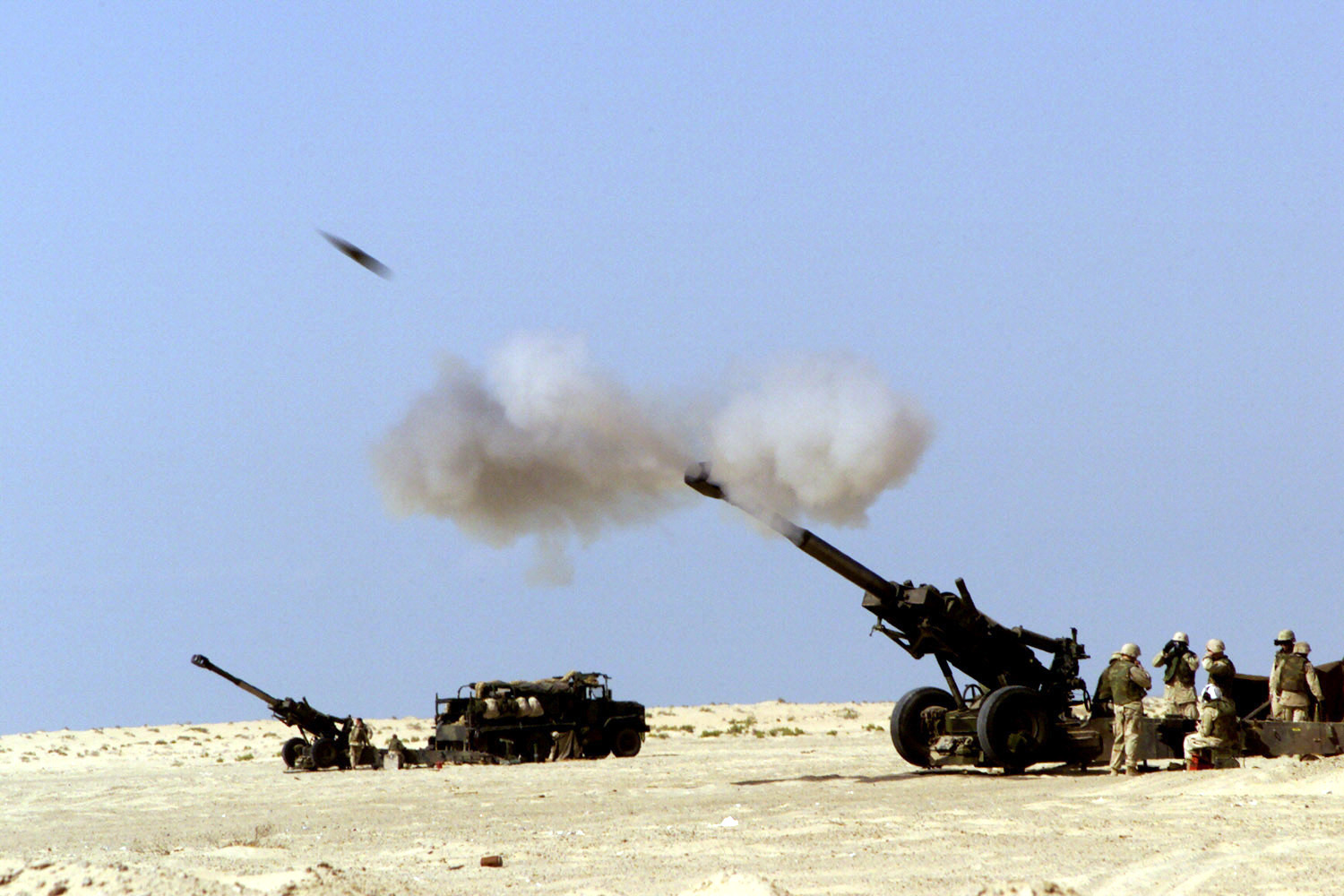
155-мм гаубиці M198 ведуть артилерійський вогонь. США

Зосере́джений вого́нь (артилерія) — у військовій справі:
1) вид артилерійського вогню, при якому вогонь ведуть одночасно декілька батарей чи дивізіонів, по одній або кількох групах цілей, які знаходяться на обмеженій площі місцевості. Як правило, здійснюється з закритих вогневих позицій.
Наземна артилерія застосовує зосереджений вогонь для ураження живої сили і вогневих засобів противника в районах зосередження, в опорних пунктах, окопах (траншеях), його артилерійських батарей, пунктів управління та інших цілей. Розміри ділянок зосередженого вогню залежать від завдань стрільби і вогневих можливостей артилерійських підрозділів. Батареї (дивізіони) ведуть зосереджений вогонь внакладку — по центру цілі (ділянці) на одній або декількох установках прицілу і кутоміра.
При цьому, вогонь реактивної артилерії найефективніший при ураженні відкрито розташованої живої сили противника і неброньованих вогневих засобів.
Корабельна і берегова артилерія веде зосереджений вогонь по великих та групових морських цілях, а також по наземних цілях. Зенітна артилерія веде зосереджений вогонь для знищення найважливіших групових або поодиноких повітряних цілей декількома зенітними підрозділами (гарматами, установками, зенітними комплексами). Зосередження вогню зенітних засобів по одній повітряній цілі може здійснюватися одночасно або послідовно. При стрільбі з танків прямою наводкою застосовується зосереджений вогонь танкового взводу (роти) для ураження важливих цілей (скупчень противника, артилерійських батарей, груп атакуючих танків тощо);
2) вогонь стрілецької зброї, який ведуть одночасно кількома кулеметами, гранатометами, автоматами та іншою зброєю, а також одним або кількох підрозділами (взводом, ротою) по одній цілі (об'єкту) противника; один з видів вогню стрілецької зброї. При веденні зосередженого вогню досягається висока щільність вогню і надійне ураження цілі в короткий термін.